# Romanisca annulicornis
Romanisca annulicornis is een vliesvleugelig insect uit de familie Pteromalidae. De wetenschappelijke naam is voor het eerst geldig gepubliceerd in 1959 door Hedqvist.